# لاورنتی بریا
لاورنتی پاوْلیس دزه بِریا (به گرجی: ლავრენტი პავლეს ძე ბერია)؛ (به روسی: Лавре́нтий Па́влович Бе́рия)؛ (زادهٔ ۲۹ مارس ۱۸۹۹ – کشته شده ۲۳ دسامبر ۱۹۵۳) سیاستمدار و صاحب مقامات بلندپایهٔ امنیتی و نظامی و همچنین رئیس کمیساریای خلق در امور داخلی در اتحاد جماهیر شوروی بود. وی در زمان استالین قدرت زیادی داشت، ولی مدتی پس از مرگِ استالین، به اتهام خیانت به کشور و سو استفاده از قدرت اعدام شد.

## زندگی
در مرخولی در نزدیک بندر سوخومی در گرجستان زاده شد. در کودکی پدرش را از دست داد و مسئولیت بزرگ کردن او به عهدهٔ مادربزرگش قرار گرفت. ماه مارس سال ۱۹۱۷، درحالی‌که در مدرسه مهندسی مشغول تحصیل بود، به حزب کمونیست شوروی پیوست.
سال ۱۹۲۱ به سازمان چکا (پلیس مخفی شوروی) پیوست. سال ۱۹۲۴ بسیاری از شورشی‌ها و مخالفان بلشویک را که تعدادشان را تا ۱۰٬۰۰۰ نفر تخمین می‌زنند، در گرجستان اعدام کرد. در سال ۱۹۳۲ به عضویت شورای مرکزی حزب کمونیست شوروی درآمد و در این سمت دست به حذف هم‌حزبی‌ها و کمونیست‌های قدیمی زد. ژوزف استالین وی را به دلیل توانایی در حذف مخالفان، در رأس اِن‌کاوه‌ده، پلیس مخفی شوروی، قرار داد. وی در آغاز نیکلای یژوف، رئیس پیشین و تعدادی دیگر از مسئولان سازمان امنیتی را حذف فیزیکی یا اخراج و آنان را با افراد چکای گرجی که هموطنانش بودند، جایگزین کرد.
با تهاجم آلمان به لهستان و آغاز جنگ جهانی دوم، تعدادی از افسران و سربازان لهستان به شوروی پناهنده شدند، اما بریا دستور کشتار آنان را داد. این کشتار که به جنایت جنگل کاتین معروف است تا سالها توسط مقامات شوروی مورد انکار قرار گرفت، اما پس از فروپاشی اتحاد جماهیر شوروی بالاخره مقامات مسکو به قبول آن واقعه اقرار کردند. در سال ۱۹۴۱ ارتش آلمان نازی حمله گسترده‌ای را علیه شوروی آغاز کرد و بخشهای بزرگی از خاک شوروی توسط آلمان اشغال شد. در این دوران بریا عضو کمیته شورای جنگ شد و مسئولیتهای مختلفی من‌جمله تأمین تدارک ملزومات جنگی بر عهده وی سپرده شد.
سال ۱۹۴۴ که ورماخت بر اثر فشار ارتش سرخ مجبور به تخلیه شوروی شد بریا فرصت را برای گوشمالی اقوام استقلال‌طلب از مردم شوروی که با آلمان همکاری داشتند، مناسب دید و بسیاری از آنان را کشت یا به مناطق دور افتاده امپراتوری شوروی از جمله قزاقستان و سیبری تبعید کرد. بسیاری از این تبعیدیان به دلیل شرایط غیرانسانی و کمبود آب و غذا در طول مسیر تبعید جان باختند. بعد از جنگ، بریا مسئول گسترش تجهیزات و تولید سلاح هسته‌ای شد. در سال ۱۹۴۹ اولین بمب اتمی شوروی آزمایش شد و به دنبال آن وی سعی در تولید بمب هیدروژنی به وسیلهٔ شوروی کرد. با مرگ استالین در ۵ مارس ۱۹۵۳ و جانشینی نیکیتا خروشچف ستارهٔ اقبال بریا نیز رو به افول گذاشت. به دستور خروشچف در ۱۰ ژوئیهٔ ۱۹۵۳ به اتهام جاسوسی برای بریتانیا دستگیر، به یک بازداشتگاه مخفی فرستاده و در دسامبر همان سال، بی‌سروصدا تیرباران شد.